# Урвакан
Урвака́н (уруака́н) (арм. ուրվական — «призрак») — дух умершего в армянской мифологии.
Согласно народным представлениям, к урваканам также относится и горнапштикнер.
Название происходит от иранского слово «урва», которое, вероятно, первоначально использовалось также в смысле «душа», но со временем стало означать фантом — нечто призрачного вида. Поэтому призраки были названы «урваканами», то есть призрачными существами.
Уруаканы поднимаются ночью из могил в своих саванах и пугают людей.